# Anknüpfung
Anknüpfung ist im Internationalen Privatrecht (IPR) die Bezeichnung für die Verbindung zwischen Tatbestand und Rechtsfolge einer Kollisionsnorm. 
Im Tatbestand einer solchen Norm ist der Anknüpfungsgegenstand (das meist über einen Systembegriff erfasste Rechtsgebiet) enthalten. Nach Zuordnung der Rechtsfrage des zu beurteilenden Rechtsfalles mit Auslandsberührung durch Qualifikation wird der Anknüpfungsgegenstand mit dem Anknüpfungspunkt oder -moment (der meist der engsten Verbindung eines Rechtsfalles zu einer Rechtsordnung entsprechende Bezugspunkt) verbunden. Der Tatbestand verweist mittels des Anknüpfungspunktes wiederum auf die anwendbare Rechtsordnung als Rechtsfolge. 
Diese Rechtsordnung enthält das für den Fall streitentscheidende materielle Recht, das so genannte Sachrecht, sofern keine Weiter- oder Rückverweisung stattfindet.
Anknüpfung in einer Kollisionsnorm ist also die tatbestandliche Verbindung des Anknüpfungsgegenstandes mit dem Anknüpfungspunkt hin zur Rechtsfolge: der anwendbaren Rechtsordnung. Ob die Normen der Rechtsordnung endgültig zur Anwendung gelangen, bestimmt der Charakter der Kollisionsnorm als Sachnorm- oder Gesamtverweisung.